# Махмудабад (Альборз)
Махмудабад (перс. محمودآباد‎) — село на севере Ирана, в остане Альборз. Входит в состав шахрестана Кередж. Является частью дехестана (сельского округа) Кемальабад бахша Меркези.

## География
Село находится в юго-восточной части Альборза, в горной местности южного Эльбурса, к северу от Кереджа, административного центра провинции. Абсолютная высота — 1604 метра над уровнем моря.

## Население
По данным переписи 2006 года население села составляло 2430 человек (1257 мужчин и 1173 женщины). В Махмудабаде насчитывалось 680 семей. Уровень грамотности населения составлял 85,47 %. Уровень грамотности среди мужчин составлял 87,67 %, среди женщин — 83,12 %.